# Codevilla
Codevilla är en ort och kommun i provinsen Pavia i regionen Lombardiet i Italien. Kommunen hade 979 invånare (2018).